# 菊名貝塚
菊名貝塚（きくなかいづか）は、神奈川県横浜市港北区菊名（旧小字宮谷）の宮谷貝塚や鶴見区上の宮（かみのみや）、鶴見区東寺尾に点在する貝塚群の総称である。

## 概要
現在は主に菊名5丁目内の埋蔵文化財包蔵地（県遺跡番号：港北区No.195、市遺跡番号：港北区No.198）の範囲を示す。宮谷貝塚は、1929年（昭和4年）土地所有者が農作業中に地下の堆積した貝塚を発見したことに始まる。1937年（昭和12年）に運輸省（現・国土交通省）の寮が建築される際に本格的な調査・発掘が開始され、日本犬のうち、とりわけ小型犬が多く発掘されたこと、縄文早期から前期への土器の変化が細かくわかるため、貴重な資料である。